# Sébastien Lifshitz
Sébastien Lifshitz (París, 21 de gener de 1968) és un guionista i director de cinema francès.
Entre 1987 i 1992 va estudiar Història de l'Art en la École du Louvre i en La Sorbona. Després va assistir al Centre Pompidou per a ser realitzador. És professor de l'escola La Fémis (École Nationale Supérieure des Métiers de l'Image et du Son), escola d'imatge i so de França.
Obertament gai, la seva filmografia se centra en temàtiques LGBT. En el 1998, després d'haver dirigit el curtmetratge "Les corps ouverts", li va ser atorgat el Premi Jean Vigo que anualment es lliura al director francès que més s'ha distingit pel seu esperit independent i originalitat estilística.
El 2000 va dirigir Presque rien, la història d'amor d'un jove parella gai, composta per Mathieu (Jérémie Elkaim) i Cèdric (Stéphane Rideau).
En 2001 el seu documental La traversée va ser seleccionat en la categoria Quinzaine des Réalisateurs del Festival Internacional de Cinema de Canes.
En 2004 dirigeix la pel·lícula Wild Side que conta la història d'una prostituta transsexual, un chapero magrebí i un desertor rus de la guerra de Txetxènia, amb la qual va guanyar el Teddy Award en el Festival de Berlín i el premi del Festival de cinema LGBT de Milà.

## Filmografia
- Il faut que je l'aime, 1994, director i guionista
- Les Corps ouverts, 1997, director, guionista i actor
- Les Terres froides, 1999, directory y actor
- Presque rien, 2000, director y guionista
- La Traversée, 2001, documental, director
- Wild Side, 2004, director i guionista
- Les Invisibles, 2012, documental, director
- Les vies de Thérèse, 2016, director

## Premios y distinciones
Festival Internacional de Cinema de Canes
| Any  | Categoria  | Pel·lícula          | Resultat  |
| ---- | ---------- | ------------------- | --------- |
| 2016 | Queer Palm | Les vies de Thérèse | Guanyador |

Fire!! Mostra Internacional de Cinema Gai i Lesbià (2013)Premi al millor documental